# New York Cosmos 1983-1984
Questa voce raccoglie le informazioni riguardanti i New York Cosmos nelle competizioni ufficiali della stagione indoor 1983-1984.

## Maglie e sponsor
Le divise prodotte dalla ellesse rimangono invariate.
| Manica sinistra · Maglietta · Maglietta · Manica destra · Pantaloncini · Calzettoni | Manica sinistra · Maglietta · Maglietta · Manica destra · Pantaloncini · Calzettoni |  |

## Organigramma societario
Area direttiva
- Presidente:

Area tecnica
- Allenatore: Julio Mazzei
- Allenatore portieri: Miguel De Lima[2]

## Rosa
| N. |                              | Ruolo | Calciatore           |
| -- | ---------------------------- | ----- | -------------------- |
| 1  | Germania Ovest (bandiera)    | P     | Hubert Birkenmeier   |
| 2  | Iran (bandiera)              | D     | Andranik Eskandarian |
| 3  | Stati Uniti (bandiera)       | D     | Dan Carter           |
| 4  | Stati Uniti (bandiera)       | D     | Jeff Durgan          |
| 5  | Stati Uniti (bandiera)       | D     | Darryl Gee           |
| 8  | Jugoslavia (bandiera)        | C     | Vladislav Bogićević  |
| 11 | Jugoslavia (bandiera)        | A     | Dragan Vujović       |
| 12 | Stati Uniti (bandiera)       | A     | Steve Moyers         |
| 14 | Trinidad e Tobago (bandiera) | A     | Richard Chinapoo     |
| 14 | Polonia (bandiera)           | A     | Stan Terlecki        |
| 15 | Stati Uniti (bandiera)       | A     | Alan Green           |
| 16 | Stati Uniti (bandiera)       | C     | Angelo DiBernardo    |

| N. |                        | Ruolo | Calciatore              |
| -- | ---------------------- | ----- | ----------------------- |
| 17 | Italia (bandiera)      | D     | Ferdinando De Matthaeis |
| 18 | Stati Uniti (bandiera) | C     | Boris Bandov            |
| 20 | Stati Uniti (bandiera) | A     | Dan Parkinson           |
| 21 | Stati Uniti (bandiera) | P     | David Brcic             |
| 22 | Jugoslavia (bandiera)  | D     | Refik Kozić             |
| 23 | Stati Uniti (bandiera) | C     | Mike Fox                |
| 24 | Stati Uniti (bandiera) | D     | Kaz Tambi               |
| 25 | Stati Uniti (bandiera) | C     | Bill Morrone            |
| 25 | Canada (bandiera)      | C     | Gerry Gray              |
| 26 | Jugoslavia (bandiera)  | C     | Dušan Nikolić           |
| 27 | Canada (bandiera)      | D     | Carmine Marcantonio     |
| 28 | Stati Uniti (bandiera) | A     | Hernán Borja            |

## Statistiche

### Statistiche di squadra
| Competizione | Punti | Totale | Totale | Totale | Totale | Totale | ‰ |
| Competizione | Punti | G      | V      | P      | Gf     | Gs     | ‰ |
| ------------ | ----- | ------ | ------ | ------ | ------ | ------ | - |
| NASL indoor  | -     | 36     | 22     | 14     | 198    | 168    | - |